# Векилски
Векилски (болг. Векилски) — село в Болгарии. Находится в Шуменской области, входит в общину Никола-Козлево. Население составляет 81 человек.

## Политическая ситуация
Векилски подчиняется непосредственно общине и не имеет своего кмета.
Кмет (мэр) общины Никола-Козлево — Турхан Фахредин Каракаш Движение за права и свободы (ДПС)) по результатам выборов.